# Kruszów (gromada)
Kruszów (od 1 VII 1968 Tuszyn) – dawna gromada, czyli najmniejsza jednostka podziału terytorialnego Polskiej Rzeczypospolitej Ludowej w latach 1954–1972.
Gromady, z gromadzkimi radami narodowymi (GRN) jako organami władzy najniższego stopnia na wsi, funkcjonowały od reformy reorganizującej administrację wiejską przeprowadzonej jesienią 1954 do momentu ich zniesienia z dniem 1 stycznia 1973, tym samym wypierając organizację gminną w latach 1954–1972.
Gromadę Kruszów siedzibą GRN w Kruszowie utworzono – jako jedną z 8759 gromad na obszarze Polski – w powiecie łódzkim w woj. łódzkim, na mocy uchwały nr 34/54 WRN w Łodzi z dnia 4 października 1954. W skład jednostki weszły obszary dotychczasowych gromad Garbów, Głuchów, Grabina Wola, Tuszynek Majoracki, Kruszów i Żeromin (z wyłączeniem osady włościańskiej i osady młyńskiej Ruta Żeromińska) ze zniesionej gminy Kruszów w tymże powiecie. Dla gromady ustalono 21 członków gromadzkiej rady narodowej.
1 stycznia 1959 do gromady Kruszów przyłączono obszar zniesionej gromady Wodzin.
1 lipca 1968 do gromady Kruszów włączono obszar znoszonej gromady Górki Małe (bez przysiółka Budy Tążewskie, wsi Lesieniec, wsi i kolonii Tążewy oraz kolonii Władysławów)  w tymże powiecie, po czym gromadę Kruszów zniesiono przez przeniesienie siedziby GRN z Kruszowa do Tuszyna i zmianę nazwy jednostki na gromada Tuszyn.